# Mortorio-archipel
De Mortorio-archipel is een eilandengroep voor de Costa Smeralda van het Italiaanse eiland Sardinië. De eilanden, die regelmatig in een adem worden genoemd met de noordelijker gelegen La Maddalena-archipel, behoren tot de provincie Olbia-Tempio. Twee gemeenten maken aanspraak op het grondgebied van de eilandengroep, Arzachena en La Maddalena.
Het belangrijkste eiland is Mortorio. De archipel bestaat verder uit de eilanden Soffi, Le Camere, Camize en Scogli di Mortoriotto. De eilanden zijn geliefd bij duikers vanwege de grote verscheidenheid aan onderwaterleven rondom de eilanden.
Zowel het Nationaal Park La Maddalena-archipel als het Parco internazionale delle Bocche di Bonifacio zijn in het gebied bezig met natuurbescherming.